# Axinaea ruizteranii
Axinaea ruizteranii är en tvåhjärtbladig växtart som beskrevs av John Julius Wurdack. Axinaea ruizteranii ingår i släktet Axinaea och familjen Melastomataceae. Inga underarter finns listade i Catalogue of Life.